# 大阪府立茨木工科高等学校
大阪府立茨木工科高等学校（おおさかふりつ いばらきこうかこうとうがっこう）は、大阪府茨木市春日五丁目にある府立工業高等学校。
大阪府立茨木高等学校に設置されていた工業科を独立させる形で、大阪府立茨木工業高等学校として1963年に設置された。2005年に現在の校名に変更された。通称は「茨工」（いばこう）または「茨業」（いばぎょう）。

## 設置学科
- 全日制課程
  - 機械系（2年）
    - 機械技術専科（3年）
    - 生産技術専科（3年）
    - 機械制御専科（3年）

  - 電気系（2年）
    - 電気技術専科（3年）
    - 電子情報通信専科（3年）

  - 環境化学システム系（2年）
    - 環境システム専科（3年）
    - 化学システム専科（3年）

  - 大学進学専科（1年～3年）
  - 特別進学コース科（3年）2012年をもって廃止した。

1年のうちは全ての系を実習し、2年に希望したい系を選べる仕組みとなっている。
- 定時制課程 - 総合学科

## 沿革
- 1949年 - 大阪府立三島野高等学校（現・大阪府立茨木高等学校）が総合制課程を実施したことに伴い、同校に普通科と工業科を併設。
- 1963年 - 茨木高校の工業科を分離し、「大阪府立茨木工業高等学校」として開校。
- 1967年 - 定時制課程を開設。
- 2005年 - 学校改編に伴い「大阪府立茨木工科高等学校」として開校。「茨木工業高等学校」は在校生がすべて卒業したのちに廃校。